# Gueorgui Konstantinovitch Totibadze
Pour les articles homonymes, voir Totibadze.
Ne doit pas être confondu avec Gueorgui Gueorguievitch Totibadze.
Georgy Konstantinovich Totibadze (en géorgien : გოგი კონსტანტინეს ძე თოთიბაძე), né le 29 octobre 1928 à Tbilissi et mort le 8 avril 2010 à Tbilissi est un peintre géorgien. Il était membre correspondant de l'Académie des Beaux-Arts de L'URSS (ru) de 1975 à 2010,.

## Biographie

### Jeunesse et carrière
Georgy Totibadze est né le 29 octobre 1928 à Tbilissi,. Il résidait au 11 rue Zandoukeli à Tbilissi avec ses parents et sa sœur Nana. Son père, Konstantin Antonovitch Totibadze, était professeur de physique et sa mère, Elena Khundadze, était professeur de langue géorgienne dans l’enseignement secondaire.
En 1947, Georgy commence ses études à l’Académie des beaux-arts de Tbilissi avec le professeur Ucha Japaridze (en), avant de recevoir son diplôme d’artiste en 1953. En 1959, il obtient le titre de professeur et crée son propre atelier. Il deviendra recteur de l’Académie des beaux-arts de Tbilissi de 1972 à 1982, puis devient membre de l’Académie des Beaux-Arts de L'URSS (ru) en 1975,.
Il décède le 8 avril 2010 et repose actuellement au Panthéon de Didube à Tbilissi.

### Vie personnelle
Sa première épouse est Nana Apollonovna Kutateladze (1946-2015), fille d'Apollon Kutateladze. Ses enfants sont Georgy Totibadze et Konstantin Totibadze, tous deux artistes peintres, et Maria Totibadze, styliste et designer. Sa deuxième et dernière épouse est Tsisana Bejanovna Tatishvili (1937-2017), chanteuse d’opéra.

## Œuvres

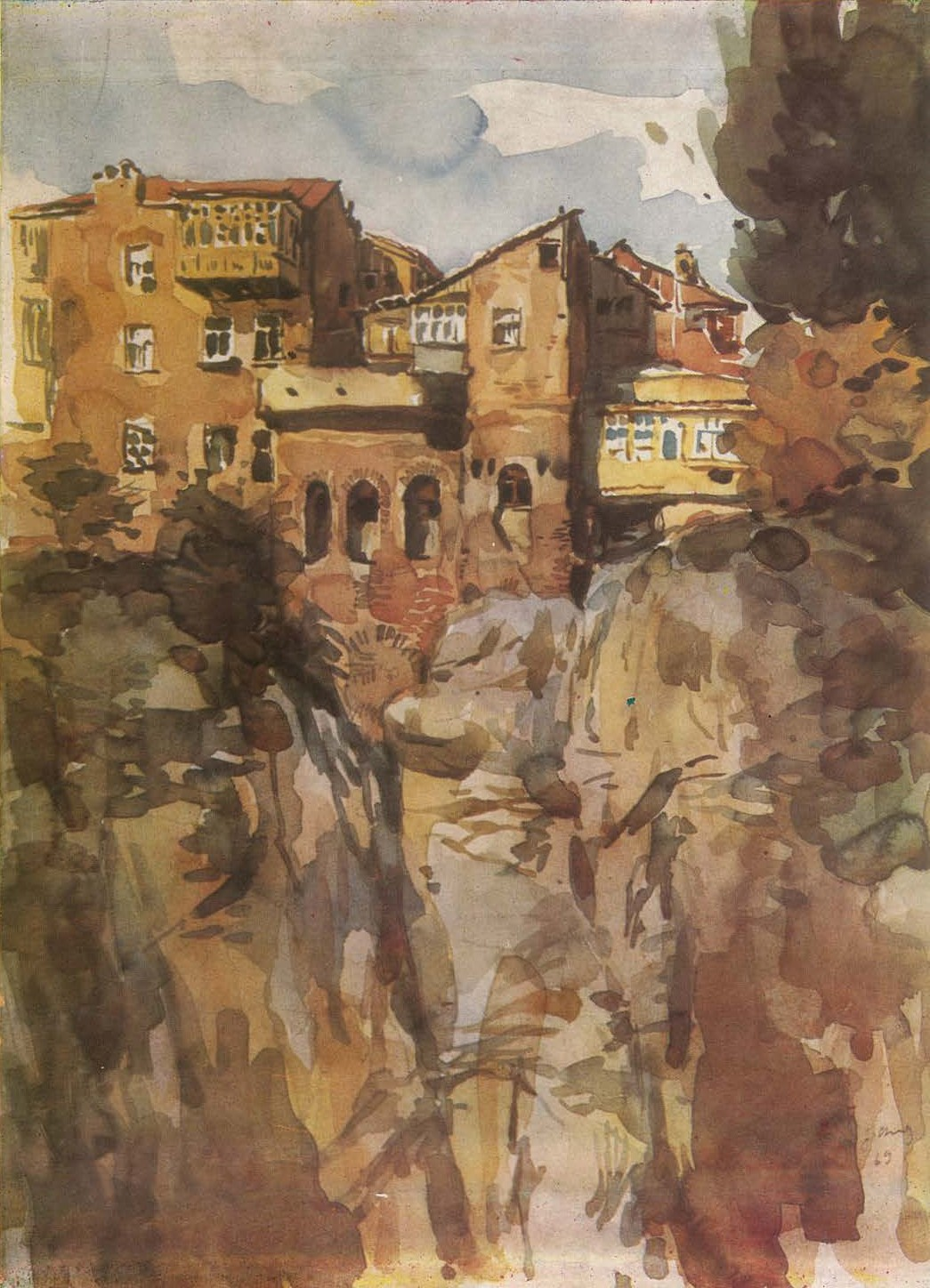
«Tbilissi»

En 1970, Georgy participe à la fresque murale du restaurant Pirosmani à Tbilissi.
Parmi ses travaux, on compte le portrait de M. Kavtaradze (1956), le portrait de N. Amiradjibi (1957). Il peint et dessine aussi:
- Les métallurgistes de Roustavi (1958),
- Dans les plantations de thé (1962),
- Portrait de la chanteuse Dina Djitova (1965)
- Tamara (1967),
- Tamada (1967) - Collections de la galerie Tretiakov,
- Le cultivateur de thé (1970),
- La révolution de Gourie en 1841 (1970),
- Les vignerons de Kakhétie - lithographies (1979)
- Polychronion (1988) - Collections du Musée national géorgien[5] et
- Portrait d'Elena Obraztsova (1990).

La plupart de ses œuvres reposent dans les collections publiques du Georgian National Museum, de la D. Shevardnadze National Gallery et du Shalva Amiranashvili Museum of Fine Arts, mais aussi dans la Galerie Tretiakov à Moscou.

## Expositions
Les œuvres de Georgy Totibadze étaient exposées :
- 1983 - Exposition d'un membre et des correspondants de l'Académie des artistes de l'URSS, Moscou, Russie.
- 1980 - exposition rétrospective des beaux-arts géorgiens, Leningrad, Russie.
- 1979 - Exposition de l'Académie des Artistes Soviétiques, Moscou, Russie
- 1979 - Exposition des Beaux-Arts de la République de Géorgie, de Yougoslavie et de Grèce.
- 1978 - Exposition des Beaux-Arts de la Géorgie soviétique, Suède, Suisse, Belgique.
- 1977 - Exposition syndicale des membres du syndicat des artistes de l'URSS et des correspondants membres.
- 1975 - Exposition Républicaine des Artistes "Gloire au Travail", Tbilissi, Géorgie.
- 1975 - Exposition syndicale, Moscou, Russie.
- 1970 - Exposition républicaine consacrée au 100e anniversaire de la naissance de Lénine, Tbilissi, Géorgie.
- 1967 - Exposition du jubilé de l'Union des artistes de Moscou, Russie.
- 1965 - Exposition des beaux-arts géorgiens "Peace Survival".
- 1961 - Exposition du Jubilé Républicain de Tbilissi, Géorgie
- 1961 - Exposition de l'Union de Moscou, Russie.
- 1959 - Exposition des Beaux-Arts géorgiens, Pologne.
- 1959 - Exposition du portrait soviétique géorgien, Tbilissi, Géorgie.
- 1958 - Exposition des beaux-arts géorgiens, Moscou, Russie.
- 1956 - Moscou Exposition d'artistes, Russie.
- 1955 - Exposition républicaine d'artistes, Tbilissi, Géorgie.

## Liens Externes
- VIAF
- ISNI
- LCCN
- GND
- Pologne
- WorldCat